# グレアムランド

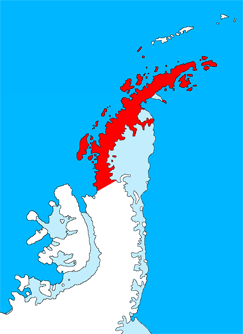
グレアムランド

座標: 南緯66度00分 西経63度30分 / 南緯66.000度 西経63.500度
グレアムランド（英: Graham Land）は、南極にある地域の名称。南極大陸の西部（西南極）にある南極半島の北半部を指す。

## 地理

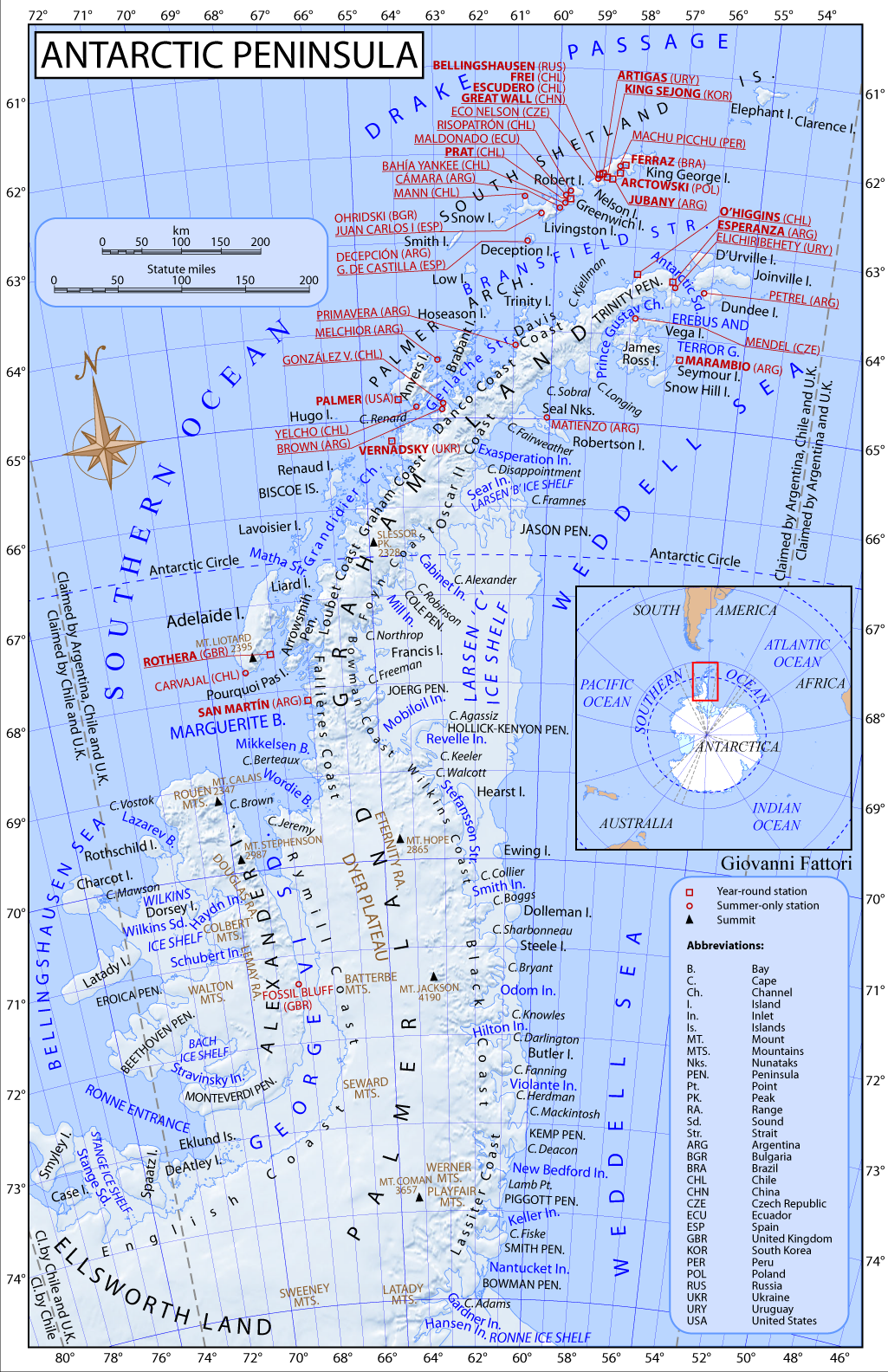
南極半島地図。赤字で記されているのは各国の南極観測基地

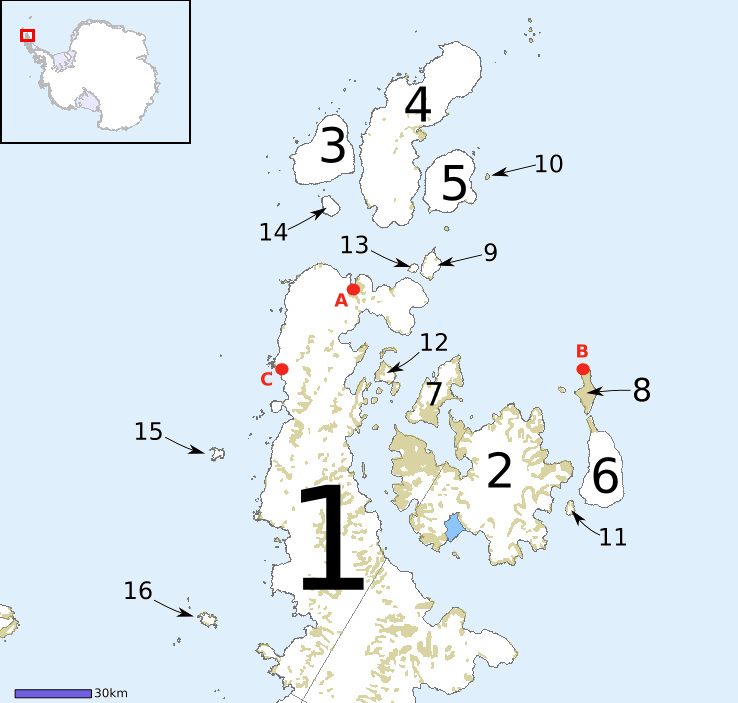
グレアムランド北部と周辺の島々
1 南極半島（トリニティ半島）、2 ジェイムズ・ロス島、3 デュルヴィル島、4 ジョインビル島、5 ダンディー島、6 スノー・ヒル島、7 ヴェガ島、8 シーモア島、9 アンダーソン島、10 ポーレット島、11 ロッキャー島、12 イーグル島13 ヨナセン島、14 ブランスフィールド島、15 アストロラーベ島、16 タワー島

南極半島を南北に二分した北部を指す。その南限は Cape Jeremy と Cape Agassiz を結ぶ線で、南にパーマーランドと接する。南極線（南緯66度33分）が通過しており、グレアムランド北部は南極圏外に位置する。
グレアムランド最北部を指してトリニティ半島と呼ぶ。トリニティ半島の最北端（南極大陸の最北端でもある）プライム・ヘッド (Prime Head) は、南緯63度12分付近にある。
グレアムランド周辺には多くの島がある。トリニティ半島周辺では北にブランスフィールド海峡を隔ててサウス・シェトランド諸島、北東に南極海峡を隔ててジョインビル諸島がある。
西海岸にはアデレード島などのビスコー諸島がある。
東海岸（ウェッデル海側）には、ラーセン棚氷が発達している。東海岸の目立つ地形としては、東へ67kmにわたって突き出したジェイソン半島がある。

### 領有権主張
イギリス、アルゼンチン、チリが領有権を主張する地域に含まれる。
- 「アルゼンチン領南極地域」
- 「イギリス領南極地域」
- 「チリ領南極」

## 歴史・名称
この地域は1820年に発見された。
1832年にこの地域を探検したジョン・ビスコーが、当時イギリスの海軍大臣であったサー・ジェイムズ・グラハム准男爵にちなんで「グレアムランド」と命名した。
南極大陸最大の半島を指す名称として、長らくイギリスは「グレアムランド」、アメリカ合衆国は「パーマー半島」を用いていたが、1964年に米国の 南極地名諮問委員会 (US-ACAN) と英国の UK Antarctic Place-names Committee (UK-APC) の間で合意が形成された。これにより半島全体の名称として「南極半島」（Antarctic Peninsula）が提唱され、北部を「グレアムランド」、南部を「パーマーランド」と呼ぶことになった。